# مسجد قاسم علي خان
مسجد قاسم علي خان (بالأردية: مسجد قاسم علی خان، بالإنجليزية: Qasim Ali Khan Mosque): هو مسجد يعود تاريخه إلى القرن السابع عشر في بيشاور، خيبر بختونخوا، باكستان. تم بناء المسجد في عهد أورنكزيب عالمكير (1658 إلى 1707)، على يد قاسم علي خان، كاتب الأخبار والإداري في حكومة كابول.

## المنشأ
قصة إنشائه متجذرة بعمق في الميثولوجيا. انتقلت الأسطورة عبر أجيال من السكان؛ مما أدى لخلق صراع بين العلماء والمؤرخين بشأن هوية البناة الحقيقيين. كان قاسم علي خان أول من مدّ طريقًا عبر ممر خيبر، ثم عُيّن فيما بعد حاكمًا لكابول وبيشاور.